# كايل ريان
كايل ريان (بالإنجليزية: Kyle Ryan)‏ هو لاعب كرة قاعدة أمريكي، ولد في 25 سبتمبر 1991 في أوبورندال في الولايات المتحدة.

## وصلات خارجية
- كايل ريان على موقع دوري كرة القاعدة الرئيسي (الإنجليزية)
- كايل ريان على موقعبيزبول رفرنس.كوم (الدوري الرئيسي) (الإنجليزية)
- كايل ريان على موقعبيزبول رفرنس.كوم (الدوري الثانوي) (الإنجليزية)
- كايل ريان على موقع إي إس بي إن.كوم (أم.أل.بي) (الإنجليزية)
- كايل ريان على موقع مشجعي الرسوم البيانية (الإنجليزية)